# Bodemeyeria
Bodeméyeria — рід жуків родини Довгоносики (Curculionidae). Рід названий на честь Е. Бодемейєра (E. von Bodemeyer) з Берліна, який знайшов жука і передав його Е. Райтерові.

## Зовнішній вигляд
Основні о́знаки роду:
- головотрубка має зверху трикутну опуклість, від неї відходять бічні коротенькі борозенки й тягнуться до килів, котрі облямовують лоб і боки головотрубки
- середина передньоспинки вкрита неглибокими ямками різного розміру, проміжки між якими блискучі і вкриті густими дрібними крапками
- чорний плечовий бугорок на надкрилах розщеплений надвоє
- гомілки прямі, з товстим зубцем біля верхівки внутрішнього краю
- на черевці знизу 1-й та 2-й стерніти мають по круглій голій чорній плямі

До цього роду віднесений один вид — Bodemeyeria plicata, довжина тіла якого становить 13-15  мм.
.

## Спосіб життя
Не вивчений. Ймовірно, він типовий для Cleonini.

## Географічне поширення
Bodemeyeria plicata знайдена в Ірані і вважається його ендеміком.

## Класифікація
У роді описаний лише один вид — Bodemeyeria plicata Reitter, 1913.